# 葉稠
葉稠（1425年—1501年），字端泰，一字端本，浙江杭州府富陽縣慶護里人，明朝政治人物。

## 生平
元朝尚書右丞葉李六世孫。景泰四年（1453年）癸酉科浙江鄉試第七十六名舉人，成化二年（1466年）中式丙戌科會試第二百八十一名，三甲第二百二十八名進士。典試四川，稱得人。授四川道監察御史，轉廣東道監察御史，擢江西按察司僉事。致仕時，囊橐蕭然。

## 家族
曾祖葉子文；祖父葉宗大；父葉伯玉。